# انزا، شهرستان ایمپریال، کالیفرنیا
انزا (به انگلیسی: Anza) یک منطقهٔ مسکونی در ایالات متحده آمریکا است که در شهرستان ایمپریال، کالیفرنیا واقع شده‌است. انزا -۱۴ متر بالاتر از سطح دریا واقع شده‌است.